# کریستانا لوکن
کریستانا سامر لوکن (به انگلیسی: Kristanna Sommer Loken) (زاده ۸ اکتبر ۱۹۷۹ در نیویورک) بازیگر نروژی تبار آمریکایی است. وی بیشتر برای حضور در فیلم‌های نابودگر ۳ و خون رینی مشهور است. او از هنرپیشه‌های فیلم نابودگر ۳ در نقش تی-ایکس بود، وی همچنین در سریال تلویزیونی جین تسکین یافته نیز بازی کرده‌است.

## آغاز زندگی
کریستانا لوکن در هشتم ماه اکتبر سال ۱۹۷۹ زاده شد، برخی زادگاه او را شهر گنت (Ghent) در شهرستان کلمبیا در ایالت نیویورک دانسته‌اند و برخی دیگر از زادگاه‌های دیگری مانند روستائی که نروژی تبارها در آن زندگی می‌کنند در ایالت ویسکانسین در آمریکا نام برده‌اند.
کریستانا لوکن دختر پدر و مادری نروژی تبار است، زنی به نام رانده پراث (Rande Porath) که در کار مدلینگ بود و مردی به نام مرلین کریس لوکن (Merlin Chris Loken) که نویسنده و پرورش دهنده سیب بود و پیش از پرداختن به این پیشه‌ها از هنرپیشه‌های برادوی در نیویورک و هالیوود در لس آنجلس بود.
پدربزرگ و مادربزرگ کریستانا لوکن به زبان نروژی سخن گفته و نروژی زبان بودند، کریستانا لوکن در مصاحبه‌ای در سال ۲۰۰۳ گفت که خود را هم نروژی و هم آمریکائی می‌داند، همچنین گفت: "ما از بسیاری از رسم‌های نروژی‌ها پیروی می‌کنیم، مانند رسم‌های نروژی‌ها در تعطیلات به ویژه در تعطیلات کریسمس، اینها چیزهائی هستند که امیدوارم هنگامی که من خانواده‌ای برای خودم داشته باشم نگهدار آنها باشم."
همچنین کریستانا لوکن در مصاحبه‌ای در سال ۲۰۰۶ از تبار آلمانی خودش یاد کرد و گفت: "من خون نروژی دارم اما کمی خون آلمانی هم در آن یافت می‌شود." کریستانا لوکن در شمال شهر نیویورک بزرگ شد، کریستانا لوکن نخستین سفرش را به نروژ در دوازده سالگی انجام داد، کریستانا لوکن یک خواهر به نام تانیا لوکن (Tanya Loken) دارد.

## بازیگری
در آغاز کریستانا لوکن چون دختری بسیار زیبا و خوش اندام بود مادرش او را برانگیخت تا به مدلینگ روی آورده و مدل شود، کریستانا لوکن نیز در سال ۱۹۹۴ در مسابقه: "نگاهی به مدل‌های گلچین" (Elite Model Look) شرکت کرد و در میان انبوهی از هزاران دختر زیبا مقام سوم را به دست آورد، سپس کریستانا لوکن به بازیگری روی آورد.
کریستانا لوکن بازیگری را در سال ۱۹۹۴ با بازی در نقش دانیل آندروپولوس در بخشی از سریال "همان گونه که جهان می‌چرخد" آغاز کرد، سپس در چند فیلم و سریال تلویزیونی دیگر بازی کرد، مانند بازی در فیلم‌ها و سریال‌های تلویزیونی "فیلی" در نقش لیزا والنسکی و یا "سپس همیشه بدبیاری آوردن" در نقش سیبل اوبرین و "دیدار پسر از جهان" در نقش جنیفر باست و ..... کریستانا لوکن در سال ۱۹۹۸ در فیلم مورتال کمبت: فتح در نقش تاجا بازی کرد.

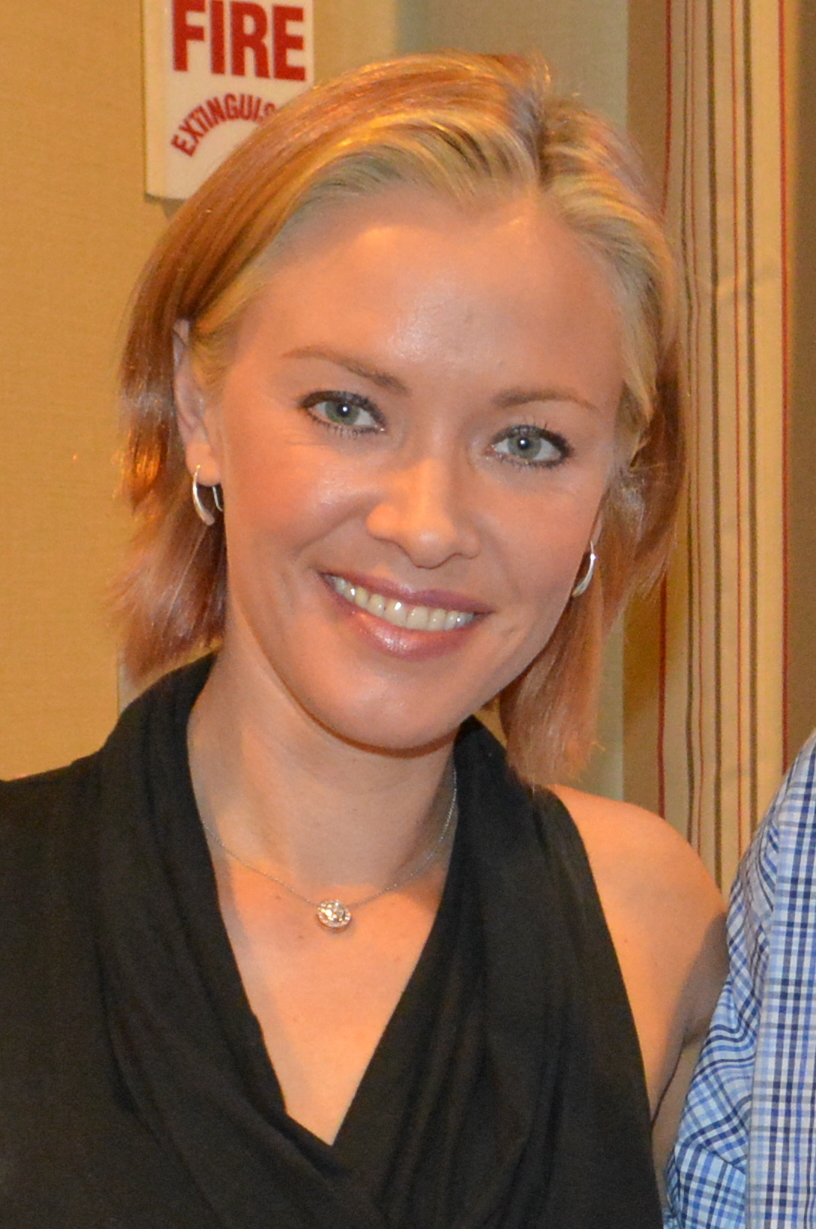
کریستانا لوکن در سال ۲۰۱۴

کریستانا لوکن در سال ۲۰۰۳ در فیلم نابودگر ۳: خیزش ماشین‌ها در کنار هنرپیشه سرشناس آرنولد شوارتزنگر نقش ربات تبهکار و آدمکشی به نام تی - ایکس را بازی کرد که به شکل دختری زیبا ساخته شده بود و از زمان آینده به زمان گذشته آمده بود، (نامدار شدن کریستانا لوکن در جهان هنر بیشتر برای بازی در نقش تی - ایکس و در این فیلم است که فروشی بسیار بالا و چشمگیر داشت.)
کریستانا لوکن در سال ۲۰۰۴ در یک فیلم تلویزیونی آلمانی به نام "پادشاهی تاریک: پادشاه اژدها" در نقش شهبانو برونهیلد بازی کرد، این فیلم تلویزیونی که یک مینی سریال دو بخشی بود یک رکورد در رتبه بندی بینندگان به جای گذاشت.
کریستانا لوکن در فیلم خون رینی که در سال ۲۰۰۶ به نمایش درآمد نقش دختر نیمه خون‌آشامی به نام رینی را بازی کرد که پدرش خون‌آشام و مادرش انسان بود، کریستانا لوکن در سال ۲۰۰۷ در فیلم به نام پادشاه: داستان محاصره سیاه‌چاله در نقش الورا بازی کرد.
کریستانا لوکن از ژانویه سال ۲۰۰۷ در ده بخش از فصل چهارم سریال واژه ال بازی کرد، همچنین در سریال جین تسکین ‌یافته از ماه آوریل تا ماه سپتامبر سال ۲۰۰۷ در بیست و دو بخش از این سریال در نقش جین واسکو بازی کرد.
کریستانا لوکن در ماه دسامبر سال ۲۰۱۱ در بخش پایانی فصل پنجم سریال تلویزیونی مهره سوخته در نقش یک مأمور سیا به نام ربکا لانگ بازی کرد و در میانه سال ۲۰۱۲ در سه بخش از فصل ششم این سریال در همین نقش بازی کرد.
کریستانا لوکن در سال ۲۰۱۴ در فیلم سربازان حرفه‌ای در نقش کت مورگان بازی کرد که در این فیلم همراه با کریستانا لوکن هنرپیشه‌هائی مانند سینتیا روتراک، بریگیته نیلسن، ویویکا فاکس، زویی بل و نیکول بیلدربک نیز بازی کردند.
کریستانا لوکن در سال ۲۰۱۷ در فیلم رمانتیک "بدن فریبنده" در نقش آلیس بازی کرد که در این فیلم با شاری گیواتی (שרי גבעתי) هنرپیشه‌ سرشناس اسرائیلی همبازی شد.

## زندگی شخصی
کریستانا لوکن در هفدهم ژانویه سال ۲۰۰۸ اعلام کرد که با نواه دانبی همبازی خود در فیلم "جین تسکین یافته" نامزد شده‌است، این دو در دهم ماه مه سال ۲۰۰۸ ازدواج کردند اما کریستانا لوکن در مصاحبه‌ای در شانزدهم ماه نوامبر سال ۲۰۰۹ اعلام کرد که از نواه دانبی جدا شده‌است، کریستانا لوکن یک فرزند پسر به نام ثور (Thor) دارد.

## فیلم‌شناسی

### فیلم
| سال  | نام فیلم                                                      | نقش             | نکته                                             |
| ---- | ------------------------------------------------------------- | --------------- | ------------------------------------------------ |
| ۱۹۹۷ | آکادمی بویز                                                   | لیندا بیکر      | فیلم ویدئویی                                     |
| ۲۰۰۱ | گانگلاند                                                      | آنجی            | فیلم ویدئویی                                     |
| ۲۰۰۲ | هراس هوائی                                                    | جوزی            | فیلم ویدئویی                                     |
| ۲۰۰۳ | نابودگر ۳: خیزش ماشین‌ها                                       | تی-اکس          |                                                  |
| ۲۰۰۴ | پوشیده مانند یک خالکوبی                                       | مادر مری        | فیلم کوتاه                                       |
| ۲۰۰۴ | پادشاهی تاریک: پادشاه اژدها                                   | شهبانو برونهیلد | این فیلم با نام: "نفرین انگشتر" نیز شناخته می‌شود |
| ۲۰۰۵ | خون رینی                                                      | رینی            |                                                  |
| ۲۰۰۶ | عشق لیموی شور                                                 | زفر جنسی        | تهیه کننده اجرائی                                |
| ۲۰۰۷ | به نام پادشاه: داستان محاصره سیاه‌چاله                         | الورا           |                                                  |
| ۲۰۰۹ | دارفور                                                        | مالین لاوسبرگ   | فیلم ویدئویی، همکار تهیه کننده                   |
| ۲۰۱۰ | کراواتی که می‌بندد                                             | هوپ وبستر       |                                                  |
| ۲۰۱۱ | نیروی ویژه پلیس (S.W.A.T)                                     | رز واکر         | فیلم ویدئویی                                     |
| ۲۰۱۱ | افسانه برترین ماکسیموس                                        | هاتسا           | فیلم ویدئویی                                     |
| ۲۰۱۱ | در نزدیکی خطر                                                 | خانم لایندرو    | فیلم کوتاه                                       |
| ۲۰۱۳ | آدمکش جایزه‌ای                                                 | کاترین          | فیلم ویدئویی                                     |
| ۲۰۱۳ | نیروی سیاه                                                    | میلا درایور     | فیلم ویدئویی                                     |
| ۲۰۱۳ | نبرد برای آزادی                                               | کارن            | تهیه کننده                                       |
| ۲۰۱۴ | رز سیاه                                                       | امیلی اسمیت     | فیلم ویدئویی                                     |
| ۲۰۱۴ | شکار شبح                                                      | راش             | فیلم ویدئویی                                     |
| ۲۰۱۴ | سربازان حرفه‌ای                                                | کت مورگان       | فیلم ویدئویی                                     |
| ۲۰۱۶ | فراتر از بازی                                                 | آماندا          |                                                  |
| ۲۰۱۷ | بدن فریبنده                                                   | آلیس            | فیلم ویدئویی                                     |
| ۲۰۱۹ | بانوی پیوریتی فالز (نام شهری در آمریکا به معنای آبشار پاکیزه) | نیکول جانسون    |                                                  |
| ۲۰۲۰ | بی - اس - آ زنده                                              | یک ستاره        |                                                  |
| ۲۰۲۲ | تکرار کننده                                                   | نادیا سایکس     |                                                  |
| ۲۰۲۴ | تاریکی یک مرد                                                 | کلر             | فیلم ویدئویی                                     |
| ۲۰۲۴ | شب تاریک روح                                                  | دکتر الکس والدن |                                                  |
| ۲۰۲۵ | بی‌نشانی                                                       | کیم             |                                                  |

### تلویزیون
| سال       | نام فیلم یا سریال                       | نقش                | نکته                                      |
| --------- | --------------------------------------- | ------------------ | ----------------------------------------- |
| ۱۹۹۴      | همان‌طور که جهان می‌چرخد                  | دانیل آنتروپولوس   |                                           |
| ۱۹۹۵      | نیویورک پنهان                           | رنا                | بخش: جوان، زیبا و مرده                    |
| ۱۹۹۶      | نظم و قانون                             | سونیا دوبرو        | بخش: نجات دهنده                           |
| ۱۹۹۶      | بیگانگان در خانواده                     | تیفانی کیندال      | سه بخش                                    |
| ۱۹۹۶–۱۹۹۷ | سپس همیشه بدبیاری آوردن                 | سیبل اوبرین        | هشت بخش                                   |
| ۱۹۹۶–۱۹۹۸ | دیدار پسر از جهان                       | جنیفر باست         | دو بخش                                    |
| ۱۹۹۷      | لوئیس و کلارک: ماجراجوئی‌های نوین سوپرمن | پنی بارنز          | بخش: آکا سوپرمن                           |
| ۱۹۹۷      | پیشتازان فضا: وویجر                     | مالیا              | بخش: پسر دوست داشتنی                      |
| ۱۹۹۷      | فقط به من شلیک کن                       | کریستانا           | بخش در رؤیای تو                           |
| ۱۹۹۷–۱۹۹۸ | پنساکولا: بال‌های زرین                   | جنین کلی           | یازده بخش                                 |
| ۱۹۹۸–۱۹۹۹ | مورتال کمبت: فتح                        | تاجا               | نقش اصلی، بیست و دو بخش                   |
| ۱۹۹۹      | سر خورنده‌ها                             | کاترین کلارک       | بخش: الهام‌ها                              |
| ۱۹۹۹      | آبی اقیانوس آرام                        | افسر کلر کین       | دو بخش                                    |
| ۲۰۰۰      | دی - سی                                 | سارا لوگان         | نقش اصلی در هفت بخش                       |
| ۲۰۰۱–۲۰۰۲ | فیلی                                    | لیزا والنسکی       | هشت بخش                                   |
| ۲۰۰۷      | جین تسکین یافته                         | جین واسکو          | نقش اصلی در بیست و دو بخش                 |
| ۲۰۰۷–۲۰۰۸ | واژه ال                                 | پیج سوبل           | ده بخش                                    |
| ۲۰۱۰      | شب شنبه آ-سی-ام-ئی                      | خودش               | مهمان برنامه                              |
| ۲۰۱۱–۲۰۱۲ | مهره سوخته                              | ربکا لانگ          | چهار بخش                                  |
| ۲۰۱۲      | کلید و افشاگری                          | شاهین سرخ          | بخش‌های دوم و نهم                          |
| ۲۰۱۵      | دیدار دختر از جهان                      | جنیفر باست مینکوس  | بخش: دختر با من که فارکل هستم دیدار می‌کند |
| ۲۰۱۷      | اسلحه مرگبار                            | آدریانا استابیلیتو | بخش: درباره پرتاب نیزه سه شاخه            |
| ۲۰۱۹      | داستان‌های تاریک                         | کریستین            | بخش: عروسک خون‌آلود                        |

## بازی‌های ویدئویی
| سال  | نام بازی                       | صدا پیشه         |
| ---- | ------------------------------ | ---------------- |
| ۲۰۰۳ | جنگ ستارگان در کهکشان راه شیری | ایفی ژنیا / لیثه |
| ۲۰۰۳ | نابودگر ۳: خیزش ماشین‌ها (بازی) | تی - ایکس        |
| ۲۰۰۴ | نابودگر ۳: خیزش ماشین‌ها (بازی) | تی - ایکس        |

## جایزه‌ها و نامزدی‌ها
| سال  | فیلم نامزد شده          | جایزه              | دسته بندی                     | نتیجه    |
| ---- | ----------------------- | ------------------ | ----------------------------- | -------- |
| ۲۰۰۴ | پوشیده مانند یک خالکوبی | جایزه فیلم کوتاه   | بهترین بازیگر نقش مکمل زن     | برنده    |
| ۲۰۰۴ | نابودگر ۳: خیزش ماشین‌ها | جایزه ام - تی - وی | جذاب‌ترین زن تبهکار            | نامزدشده |
| ۲۰۰۴ | نابودگر ۳: خیزش ماشین‌ها | جایزه ساترن        | بهترین بازیگر نقش مکمل زن     | نامزدشده |
| ۲۰۰۴ | نابودگر ۳: خیزش ماشین‌ها | جایزه ساترن        | بهترین ژانر برای سینمای آینده | نامزدشده |
| ۲۰۰۸ | عشق لیموی شور           | جایزه فیلم بلند    | بهترین بازیگر نقش مکمل زن     | برنده    |